# Культуркампф
«Культуркампф» (нем. Kulturkampf — «борьба за культуру») — период жёсткой борьбы правительства Германской империи во главе с рейхсканцлером Отто фон Бисмарком за установление государственного контроля над Римско-католической церковью.

## История
Этот термин вошёл в употребление в 1873 году, когда учёный и прусский государственный деятель, придерживавшийся либеральных взглядов Рудольф Вирхов обозначил впервые борьбу прусского и отчасти общеимперского германского права против ультрамонтанства или, конкретнее, борьбу Бисмарка (и примкнувших к нему национал-либералов) против католической партии Центра и в целом притязаний католической церкви при папе Пии IX.
После периода мирных отношений с церковью, прусское правительство, немедленно вслед за объединением Германии в январе 1871 года, опасаясь партикуляристских стремлений католического духовенства под влиянием решений I Ватиканского собора и папских притязаний, перешло к новой системе церковно-государственного права. Инициатором этой политики был канцлер Бисмарк, главным исполнителем его планов — прусский министр народного просвещения и исповеданий А. Фальк. Бисмарк, бывший стойким протестантом, никогда не доверял до конца лояльности католиков по отношению к вновь созданной Германской империи, особенно его встревожила изданная Ватиканским сбором Декларация о папской непогрешимости. Католики, составлявшие Партию Центра, вторую по влиянию силу в рейхстаге, были недовольны тем, что в империи главную роль играла протестантская Пруссия, и часто выступали против политики Бисмарка.
Началом конфликта послужило упразднение в июле 1871 года Бисмарком поддерживаемого либералами Комитета Римской католической церкви в прусском министерстве культуры, в ноябре он запретил священникам высказываться на политические темы с кафедры. В марте 1872 года была произведена инспекция всех религиозных школ; в июне из всех государственных школ были уволены учителя религии; согласно определению германского рейхстага в Германии перестал существовать Иезуитский орден; в декабре дипломатические отношения с Ватиканом были разорваны. Затем последовали знаменитые «майские законы» (11, 12 и 13 мая 1873 года), которыми устанавливался строгий контроль государства над школами, назначениями на церковные должности, отношениями между духовенством и паствой. Органами надзора, кроме общих полицейских учреждений, с обер-президентами и министром во главе, был специальный государственный суд для церковных дел. Новым законам было подчинено не только католическое, но и евангелическое духовенство; однако, только первое, как более от них страдавшее, начало борьбу против них.
Пик борьбы пришёлся на 1875 год, когда гражданский брак был объявлен обязательным на территории всей Германии; епархии, не шедшие на уступки государству, лишались всякой помощи с его стороны, а неподчинившиеся священники высылались из страны. После ряда протестов со стороны католических епископов, обошедшихся некоторым из них годами тюрьмы и тысячами марок штрафов, папа Пий IX, энцикликой от 5 февраля 1875 года, объявил принятые законы не имеющими силы; преследуемым епископам он, в той или иной форме, выразил своё благоволение (например, архиепископ познанский Ледоховский, приговоренный в 1874 году к двухгодичному тюремному заключению, был возведён в сан кардинала). Прусское правительство на протесты отвечало прекращением всех выдач на католическую церковь из средств государственного казначейства и новыми законами об управлении церковными имуществами и диоцезами (1875—1876).
В то же время католическая Партия центра отчаянно противилась мерам Бисмарка и успешно противостояла ему в немецком парламенте, где после выборов 1874 года она увеличила своё представительство (1871 год — 63 депутата в Рейхстаге и 724 000 голосов, 1874 год — 91 депутат и 1 445 000 голосов) и образовала сильную оппозиционную коалицию, в союзе с другими партиями представлявшую весьма опасную силу; консервативная партия также была недовольна.
Бисмарк, бывший прагматиком, решил отступить. Он признал, что многие из мер были излишними и лишь усилили противостояние Центральной партии, чья поддержка ему была необходима для борьбы с социал-демократией. После прихода нового папы Льва XIII в 1878 году стало гораздо легче пойти на компромисс. Фальк получил отставку; место его заняли сочувствовавшие клерикальным стремлениям сперва Путкаммер (1879), потом — Госслер (1881). К 1887 году, когда папа Лев XIII объявил конфликт завершённым, большая часть майских законов была отменена или значительно смягчена; в 1891 году католической церкви была выдана субсидия в размере 16 миллионов марок, накопившихся с 1875 года.
В результате этой борьбы государству удалось установить контроль над образованием и государственными архивами, в то же время этот конфликт послужил причиной отчуждения целого поколения католиков от национальной жизни Германии.